# 伊利迪奥·马查多
伊利迪奥·托梅·阿尔维斯·马查多（葡萄牙語：Ilídio Tomé Alves Machado，1914年12月17日—1983年8月28日），安哥拉的政治家，1956 年与维里亚托·达克鲁兹、马里奥·德安德拉德、卢西奥·拉拉共同创建安哥拉人民解放运动并担任主席。